# Dendur

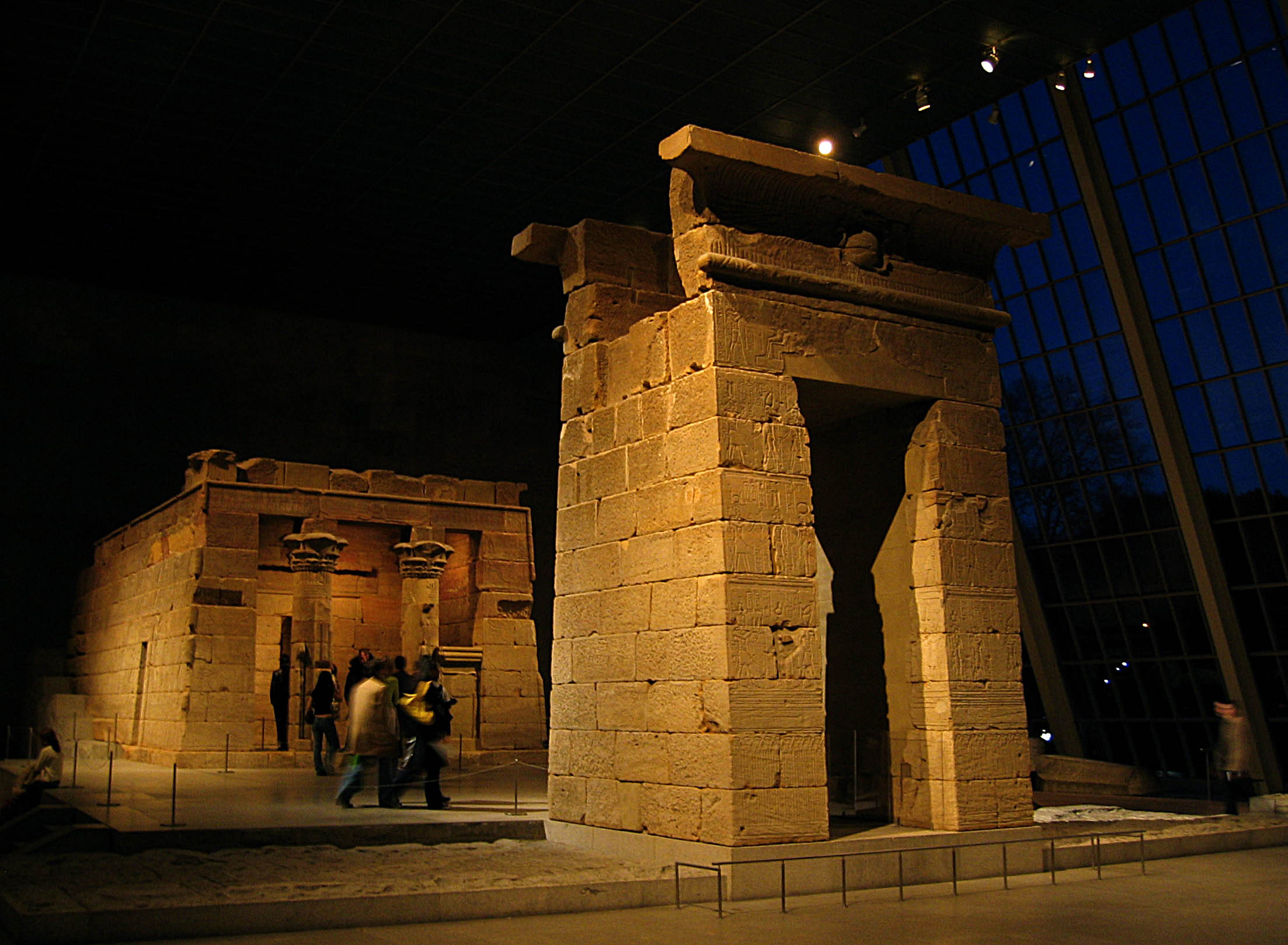
Der Tempel im Metropolitan Museum of Art, New York

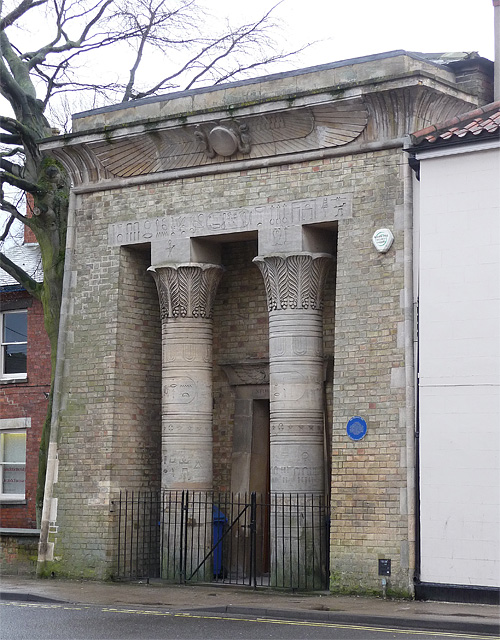
Freimaurer-Loge in Boston (Lincolnshire)

Dendur war ein Ort in Unternubien, 75 km südlich von Assuan am westlichen Ufer des Nil, der heute im Nassersee versunken ist. Hier stand ein kleiner Tempel, der von dem römischen Statthalter Petronius im Namen Kaiser Augustus um ca. 15. v. Chr. in ägyptischem Stil gestiftet wurde. Der Tempel war dem Gott Osiris, seiner Ehefrau Isis, ihrem Sohn Hor-pa-chered und den Söhnen eines bekannten nubischen Häuptlings Pe-Hor und Pede-ese geweiht.

## Der Tempel
Der Sandsteinbau war relativ klein. Von dem Pylon kam man in einen kleinen Hof und dann zum eigentlichen Tempelbau (6,55 × 13 m). Ein erster Raum hatte am Eingang zwei kannelierte Säulen mit Papyruskapitellen. Dahinter befanden sich zwei weitere Räume, von denen der Letztere das Allerheiligste war. Der Tempel ist im 6. Jahrhundert von König Eiparnome zu einer Kirche umgewidmet worden. Die koptische Inschrift, mit der Eiparnome den Befehl zur Umwandlung des Tempels kundtat, befindet sich an der südlichen Tür des Pronaos. Das Datum kann als 544, 559 oder 574 n. Chr. interpretiert werden.
Der Tempel drohte 1962 im Nassersee zu versinken. Die Ägyptische Regierung schenkte den Tempel den Amerikanern als Dank für ihren Beitrag bei der internationalen Kampagne zur Rettung der nubischen Denkmäler – insbesondere den Tempel von Abu Simbel. Er wurde  deshalb abgebaut und 1978 im Metropolitan Museum of Art von New York wieder aufgebaut.
Die Freimaurer-Loge in Boston (Lincolnshire), Großbritannien, die 1860–1863 errichtet wurde, ist eine Replik des Tempels von Dendur und trägt in Hieroglyphen die Inschrift: „Im 23. Jahr der Regierung Ihrer Majestät der königlichen Tochter, Victoria, der allergnädigsten Frau, wurde dieses Gebäude errichtet“.